# 敖伦淖日
敖伦淖日，是位于中国内蒙古自治区呼伦贝尔市新巴尔虎左旗巴音诺尔苏木的一个湖泊。其位置约在东经118°40′，北纬48°27′。湖面海拔176.30米，面积达1平方公里。该湖的沉积物主要为天然碱。敖伦淖日在蒙古语中的意思是多湖。